# سرایت (پزشکی)

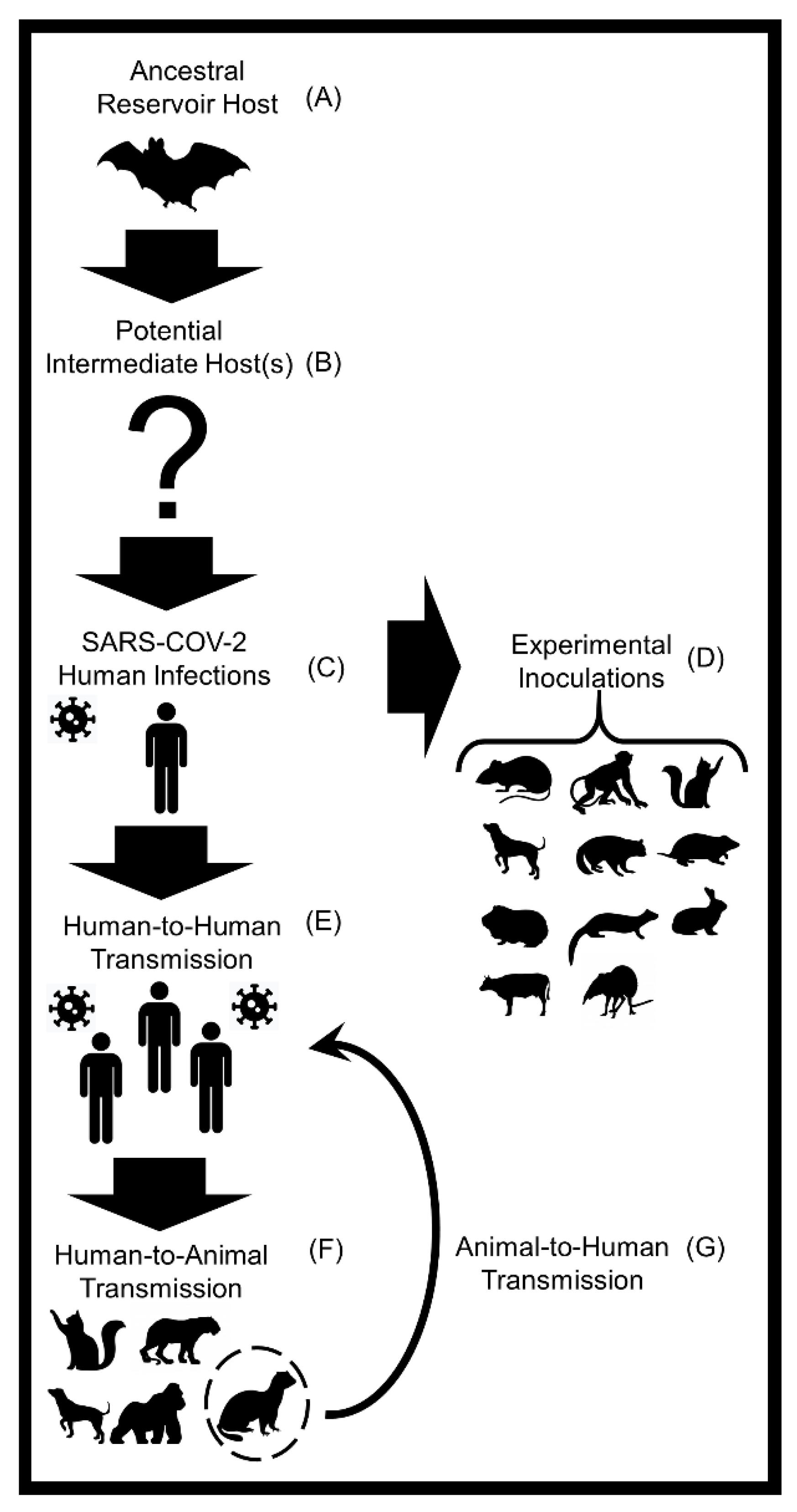
یک نمودار مفهومی نشان‌دهنده انتقال سندرم حاد تنفسی ویروس کرونا 2 (SARS-CoV-2) در بین انسان‌ها و میزبان‌های مختلف حیوانات

سرایت (به انگلیسی: Transmission) در پزشکی، بهداشت عمومی و زیست‌شناسی به انتقال عامل بیماری واگیر از فرد یا گروه میزبان آلوده به فرد خاص یا گروه دیگر، صرف نظر از اینکه آن افراد قبلاً آلوده بوده‌اند یا نه گفته می‌شود.
این اصطلاح به انتقال مستقیم میکروارگانیسم از یک فرد به فرد دیگر توسط یک یا چند راه زیر اشاره دارد:
- انتقال هوابرد؛ همانند سرفه، عطسه و تنفس
- تماس جسمی مستقیم؛ تماس با فرد آلوده، از جمله تماس جنسی
- تماس جسمی غیرمستقیم؛ معمولاً با لمس یک سطح آلوده، از جمله خاک
- مسیر دهانی-مقعدی؛ معمولاً از طریق دستان شسته نشده، غذای یا منابع آب آلوده